# 최원 (1975년)
최원(崔園, 1975년 8월 16일~)은 대한민국의 배우이다.

## 학력
- 1991년 ~ 1994년 대건고등학교
- 1996년 ~ 2005년 동국대학교 신문방송학과 학사
- 2007년 ~ 2014년 한국예술종합학교 연극원 연기과 전문사

## 경력
- 2002년 부산 아시안 게임 개·폐회식 행사 보조 안무 (난타)
- 2012년 그룹 천서혜 밴드 멤버
- 2017년 ~ 대경대학교 공연예술학과 외래강사
- 2017년 ~ 2018년 한국예술종합학교 연극원 연기과 시간강사
- 2018년 한국예술종합학교 연극원 연기과 시간강사
- 2019년 ~ 한국예술종합학교 연극원 연기과 시간강사

## 출연

### 방송

#### 드라마
- 2006년 SBS 《연개소문》
- 2015년 MBC 드라마넷 《태양의 도시》
- 2016년 KBS 1TV 《중섭》
- 2018년 KBS 2TV 《라디오 로맨스》
- 2018년 TvN 《나의 아저씨》
- 2018년 TvN 《복수노트 2》
- 2018년 OCN 《손 the guest》
- 2018년 SBS 《황후의 품격》
- 2019년 JTBC 《눈이 부시게》
- 2019년 OCN 《구해줘 2》 - 박성신 역
- 2019년 TvN 《사랑의 불시착》 - 자남지구 변전소 감독관 역
- 2020년 채널A 《유별나! 문셰프》
- 2020년 KBS 2TV 《출사표》
- 2021년 JTBC 《로스쿨》
- 2021년 KBS 2TV 《연모》 - 서 의원 역
- 2021년 TvN 《지리산》
- 2023년 SBS 《모범택시 2》 - 이준범 역
- 2024년 Netflix 《오징어게임 시즌2》 - 395번 역
- 2025년 Disney+ 《나인 퍼즐》 - 안홍재 역

#### 예능
- 1996년 MBC 《MBC 대학가요제》 - 참가자 (1996.10.19)
- 2002년 KBS 2TV 《발견 천하 유레카》 - 출연자
- 2007년 SBS 《비바 프리즈》 - 출연자

### 영화
- 2000년 《흔적》 (단편 영화)
- 2000년 《간섭》 (웹 영화)
- 2000년 《착시렌즈》 (단편 영화)
- 2001년 《단풍의 기억》 (단편 영화)
- 2002년 《키스미 플리즈》 (단편 영화) - 쿨한 감독 역
- 2002년 《천생연분》 (독립 영화)
- 2002년 《형수님 파이팅》 (단편 영화)
- 2003년 《유리섬》 (단편 영화)
- 2003년 《벽》 (단편 영화)
- 2003년 《주글래 살래》
- 2004년 《월희의 백설기》
- 2005년 《킬러와 게이와 운명의 연인》 (단편 영화) - 킬러 역
- 2005년 《안녕》 (단편 영화)
- 2005년 《당신이 떠난 자리에》 (단편 영화)
- 2005년 《트리플탱고》 (단편 영화) - 기둥 서방 역
- 2006년 《투사부일체》 - 삼합회 2 역
- 2006년 《행복한 나》 (단편 영화) - 기석 역
- 2007년 《초콜렛 중독》 (단편 영화) - 정섭 역
- 2007년 《화려한 휴가》 - 극장 청년 역
- 2007년 《마이 파더》 - 포 브라더스 드럼 연주자 역
- 2008년 《시대의 기분》 (단편 영화) - 이벤트 회사 실장 역
- 2010년 《봄이니까》 (단편 영화) - 담 위의 고양이 역
- 2011년 《천국도청》 (단편 영화) - 매표소 커플 남 역
- 2012년 《Hardboiled》 (단편 영화) - 남편 역
- 2012년 《선지해장국》 (단편 영화) - 박 형사 역
- 2013년 《집으로》 (단편 영화) - 경찰 1 역
- 2014년 《무임승차》 (단편 영화) - 노숙자 역
- 2015년 《내가 이렇게 외면하고》 (단편 영화) - 중호 역
- 2015년 《극비수사》 - 중부 형사 4 역
- 2015년 《안나》 (단편 영화) - 중년 남성 역
- 2015년 《민규씨 이야기》 (단편 영화) - 민규 역
- 2015년 《알다가도 모를》 (단편 영화) - 사진관 주인 역
- 2015년 《경계 위의 남자》 (단편 영화) - 정혁진 역
- 2016년 《글로리데이》 - 용비 부 역
- 2016년 《시간이탈자》 - 서경고 남 선생 3 역
- 2016년 《정신과 시간의 방》 (단편 영화) - 의사 역
- 2016년 《럭키》 - 지하철 감독 역
- 2016년 《걷기왕》 - 수학 쌤 역
- 2016년 《두근두근 정애 일기》 (단편 영화) - 아빠 역
- 2016년 《장도리》 (단편 영화) - 아빠 역
- 2016년 《수조》 (단편 영화) - 아버지 역
- 2017년 《조우》 (단편 영화) - 아빠 역
- 2017년 《아무도 모르는》 (단편 영화) - 아빠 역
- 2017년 《실종 2》 - 면접관 2 역
- 2018년 《그날 밤, 택시비가 17만원이 나왔다》 (단편 영화) - 택시 기사 1 역
- 2018년 《타클라마칸》 - 서 실장 역
- 2018년 《7년의 밤》 - 보조 박수 무당 역
- 2018년 《공허충》 (단편 영화) - 의사 역
- 2018년 《수성못》 - 자살 시도자 1 역
- 2018년 《스윙키즈》 - 랭면집 김 사장 역
- 2019년 《타짜: 원 아이드 잭》 - 털보하우스 노름꾼 역
- 2019년 《나쁜 녀석들: 더 무비》 - 호송버스 교도관 2 역
- 2020년 《청춘빌라 살인사건》 - 부소장 역 (우정 출연)
- 2020년 《페어플레이》 (단편 영화) - 송 피디 / 해설 역
- 2020년 《침입자》 - 상문 역
- 2020년 《강철비 2: 정상회담》 - 백두호 기관장 역
- 2020년 《뮤직 앤 리얼리티》 - 택시 기사 역
- 2021년 《더스트맨》 (독립 영화) - 급식소 봉사자 역
- 2021년 《인질》 - 사채 보스 역
- 2022년 《불도저에 탄 소녀》 - 주방 직원 / 중국집 손님 목소리 / 빚쟁이 목소리 / 시장 상인 목소리 / 한국중장비 직원 목소리 역
- 2023년 《니자리》 (독립 영화)

### 공연

#### 연극
- 1999년 《로미오와 줄리엣》 - 관리 역
- 2000년 《말뚝》
- 2008년 《엄마》
- 2009년 《벽》 - 남자 역
- 2010년 《벽》 - 남자 역
- 2011년 《측간여신》
- 2011년 《피안》 (2011.11.17~2011.11.19) (한국예술종합학교 연극원 실험무대)
- 2012년 《오렌지》
- 2012년 《라뀔로드》 - 레옹 역
- 2017년 《엘리베이터 열쇠》 - 남편 역
- 2017년 《갈매기》

#### 뮤지컬
- 2001년 《난타》 - 주방장 역 (2001.07.26~2001.08.19) (한전아트센터)
- 2002년 《난타》 - 주방장 역
- 2019년 《멋진 친구들》 - 총독 역

### 뮤직비디오
- 2002년 한국예술종합학교 영상원 - 〈Cross Of Fire〉

### 광고
- 2005년 코멕스산업 코맥스 바이오킵스

## 제작

### 공연

#### 연극
- 2002년 《하늘천 따지》 - 연출, 대본
- 2009년 《벽》 - 제작, 연출
- 2010년 《벽》 - 제작, 연출
- 2012년 《오렌지》 - 제작

#### 뮤지컬
- 2002년 《난타》 - 안무

## 연출

### 공연

#### 연극
- 2002년 《하늘천 따지》 - 연출
- 2009년 《벽》 - 연출
- 2010년 《벽》 - 연출

## 수상
- 2009년 제11회 이프 페스티벌 장려상 (벽)
- 2009년 춘천마임축제 다시보는 춘천마임 (벽)
- 2010년 고양호수예술축제 발견 GYLAF (벽)
- 2012년 제23회 유재하 음악경연대회 장려상 (천서혜 밴드)
- 2021년 드러크 국제영화제 최우수 남우조연상 (니자리)
- 2021년 테카 국제영화제 남우조연부문 심사위원상 (니자리)